# شرابة الحرير الجرداء
شرابة الحرير الجرداء (الاسم العلمي:Garrya glaberrima) هي نوع من النباتات يتبع جنس شرابة الحرير من فصيلة شرابات الحرير.